# Œ̄
Cette page contient des caractères spéciaux ou non latins. S’ils s’affichent mal (▯, ?, etc.), consultez la page d’aide Unicode.
Œ̄ (minuscule : œ̄), appelé E dans l’O macron, est un graphème utilisé dans l’écriture du dan de l’Est et du vieil anglais, et dans les romanisations ALA-LC du lao et du thaï.
Il s’agit de la lettre Œ diacritée d’un macron.

## Représentations informatiques
Le E dans l’O macron peut être représenté avec les caractères Unicode suivants :
- décomposé (latin étendu A, diacritiques) :

| capitale  | Œ̄ | Œ◌̄ | U+0152 U+0304 | digramme soudé majuscule latin oe diacritique macron |
| minuscule | œ̄ | œ◌̄ | U+0153 U+0304 | digramme soudé minuscule latin oe diacritique macron |

## Sources
- (en) Lao Romanization Table, ALA-LC.
- (en) Thai Romanization Table, ALA-LC.
- Gué Nestor, Kpan Joséphine, Vydrin Valentin et Zeh Emmanuel, Syllabaire dan de l’Est Livre d’enseignants, Man – Abidjan, Pȁbhɛ̄nbhȁbhɛ̏n - EDILIS, 2020 (ISBN 978-2-8091-0147-8, lire en ligne)